# (24045) Unruh
(24045) Unruh est un astéroïde de la ceinture principale.

## Description
(24045) Unruh est un astéroïde de la ceinture principale. Il fut découvert le 30 septembre 1999 à Socorro (Nouveau-Mexique) par le projet LINEAR. Il présente une orbite caractérisée par un demi-grand axe de 2,64 UA, une excentricité de 0,15 et une inclinaison de 6,2° par rapport à l'écliptique.

## Compléments